# Proto-elamitsko obdobje
Proto-elamitsko obdobje, znano tudi kot Suza III, je kronološko obdobje v stari zgodovini območja Elam, ki sega od približno 3100 pr. n. št. do 2700 pr. n. št. V arheološkem smislu to ustreza poznemu obdobju Baneš. Proto-elamitska najdišča so priznana kot najstarejša civilizacija v Iranu. Proto-elamitska pisava je pisni sistem zgodnje bronaste dobe, ki je bil na kratko v uporabi pred uvedbo elamitskega klinopisa.

## Zgodovina

### Ozadje
V obdobju 8000–3700 pr. n. št. je rodovitni polmesec doživel širjenje majhnih naselij, ki so jih podpirali kmetijski presežki. Pojavili so se geometrijski žetoni, ki so se uporabljali za upravljanje skrbništva nad tem presežkom. Najzgodnejši znani žetoni so tisti z dveh najdišč v regiji Zagros v Iranu: Tepe Asiab in Ganj Dareh.
Mezopotamska civilizacija se je pojavila v obdobju 3700–2900 pr. n. št. sredi razvoja tehnoloških inovacij, kot so plug, jadrnice in obdelava bakra. Glinene tablice s piktogrami so se pojavile v tem obdobju za beleženje komercialnih transakcij, ki so jih opravljali templji.

### Proto-elamitska najdišča
Najpomembnejši proto-elamitski najdišči sta Susa in Anšan. Drugo pomembno najdišče je Tepe-Sialk, kjer je še vedno viden edini preostali proto-elamitski zigurat. Besedila v nerazvozljivi proto-elamitski pisavi, najdena v Susi, so datirana v to obdobje, pa tudi v Tepe Sofalin in Tepe Yahya. Prvotno se je domnevalo, da so bili proto-elamiti dejansko Elamiti (govorci elamitskega jezika), zaradi kulturnih podobnosti (na primer gradnja ziguratov) in ker se zdi, da med proto-elamitskim obdobjem in poznejšimi Elamiti ni prišlo do obsežnih migracij na to območje. Ker je proto-elamitska pisava zdaj najdena na širšem območju, je to manj gotovo.
Proto-elamitska keramika, ki sega v drugo polovico 5. tisočletja pr. n. št., je bila najdena v Tepe Sialku, kjer je bila na tablicah iz tega datuma najdena proto-elamitska pisava, prva oblika pisave v Iran. Prvi cilindrični pečati izvirajo tudi iz proto-elamitskega obdobja.
- Korakajoča figura, proto-elamska ali mezopotamska (3000–2800 pr. n. št.).[1]
- Klečeči bik s posodo. Klečeči bik, ki drži posodo z izlivom, protoelamitsko obdobje (3.100–2.900 pr. n. št.). Metropolitanski muzej umetnosti[2]
- Posoda iz klorita z mitološkimi prizori, zgodnja III. dinastija, 2.600–2.300 pr. n. št.; najdena v Uru, verjetno izdelana v Iranu

## Proto-elamitski valjasti pečatniki
Proto-elamitski pečatniki sledijo pečatnikom iz obdobja Uruk, s katerimi si delijo številne slogovne elemente, vendar kažejo več individualnosti in živahnejšo upodobitev.